# متیل‌تستوسترون
متیل‌تستوسترون (به انگلیسی: MethylTestosterone) که با نام‌های تجاری اندروئید (به انگلیسی: Android)، اندروید، اندرورال (به انگلیسی: Androral)، متاندِرِن، تِستِرد و ویریلون (به انگلیسی: Virilon) شناخته می‌شود، یک استروئید آنابولیک است که برای درمان نقص‌های تستوسترون در مردان مورد استفاده قرار می‌گیرد.

## موارد مصرف
1. کمبود آندروژن: به صورت درمان جایگزین در موارد کمبود تستوسترون.
2. هیپو گنادیسم (کوچک بودن بیضه‌ها) به صورت اکتسابی یا مادرزادی.
3. تأخیر در بلوغ مردانه.
4. سرطان متاستاتیک و غیرقابل جراحی پستان در زنان.
5. درمان احتقان (پر خونی) پستان پس از زایمان و برطرف کردن علائم یائسگی در تجویز همزمان با استروژن.
6. درمان موارد خاص از کم خونی.

## مکانیسم اثر
متیل تستوسترون یک آندروژن خوراکی است. آندروژن‌ها جهت رشد و نمو طبیعی اعضاء جنسی مردانه و ظهور خصوصیات ثانویه جنسی لازم می‌باشند. این هورمون‌ها همچنین نگهداری و دفع برخی املاح را کنترل نموده و در متابولیسم پروتئین (تعادل نیتروژنی) نیز دخالت دارند. آندروژن‌ها همچنین با کمک در ترشح فاکتور محرک خونسازی موجب تحریک تولید گلبول قرمز می‌شوند..

## عوارض جانبی
1. ایجاد خصوصیات مردانه در خانم‌ها: مانند خشن شدن صدا، رویش موی زاید، ریزش موی سر و طاسی مردانه، کوچک شدن پستان‌ها و …
2. اختلال در تولید اسپرم: در صورت مصرف طولانی مدت دارو.
3. اختلال در مجرای گوارشی: مانند تهوع، استفراغ و یبوست.
4. عوارض پوستی: مانند خارش، زردی و چرب شدن پوست، آکنه و تغییر رنگ پوست.
5. عوارض سیستم اعصاب مرکزی: مانند سردرد، سرگیجه و افسردگی.
6. سایر عوارض: مانند نامنظم شدن پریود ماهیانه، تشنگی زیاد، افزایش سریع وزن بدن، خستگی غیرعادی، افزایش ادرار، تورم پاها، افسردگی و زردی چشم‌ها.

- به دلیل وجود گروه‌های متیل در این دارو، کبد در خطر قرار می‌گیرد (به دلیل وجود ترکیبات سمی) و برای همین باید این دارو برای مردان ۴۰ میلی‌گرم در روز تجویز گردد و پاسخ فرد مصرف‌کننده نسبت به دارو، تحت نظر پزشک معالج قرار گیرد.